# Sacred Books of the East

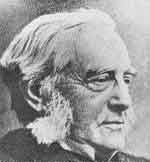
F. Max Müller, a sorozat szerkesztője

Az ötven kötetből álló Sacred Books of the East sorozat könyvei az Oxford University Press kiadásában jelentek meg 1879 és 1910 között. A sorozat kötetei a hinduizmus, buddhizmus, taoizmus, konfucianizmus, a zoroasztrianus vallás, a dzsainizmus és az iszlám szent szövegeinek angol nyelvű fordításait tartalmazzák. A kötetek szerkesztője a neves nyelvész, Friedrich Max Müller volt, aki maga is hozzájárult a szövegek lefordításához. 
Az ötven kötetből negyvennégy megtalálható elektronikus formában az Internet Sacred Texts Archive honlapon. 
Az ötven kötetet, reprint formában, a Motilal Banarsidass indiai könyvkiadó adta ki újra. 
| Kötet | Cím | Fordító                                                | Kiadás éve |
| ----- | --- | ------------------------------------------------------ | ---------- |
| 1.    | The Upanishads, Part 1. Chandogya Upanishad. Talavakara (Kena) Upanishad. Aitareya Upanishad. Kausitaki Upanishad. Vajasaneyi (Isa) Upanishad. | Max Müller                                             | 1879       |
| 2.    | The Sacred Laws of the Aryas, part 1. | Georg Bühler                                           | 1879       |
| 3.    | The Sacred Books of China, part 1. A konfuciánus szövegek első része. A Shû king. A Shih king vallási részei. A Hsiâo king. | James Legge                                            | 1879       |
| 4.    | The Zend-Avesta, part 1. Vendîdâd. | James Darmesteter                                      | 1880       |
| 5.    | Pahlavi Texts, part 1. Bundahis, Bahman Yast, és Shayast La-Shayast. | E. W. West                                             | 1880       |
| 6.    | The Qur'an, Part 1.: I - XVI | E. H. Palmer                                           | 1880       |
| 7.    | The Institutes of Visnu | Julius Jolly                                           | 1880       |
| 8.    | The Bhagavadgita With the Sanatsugâtiya and the Anugitâ | Kâshinâth Trimbak Telang                               | 1882       |
| 9.    | The Qur'an, part. 2.: XVII - CXIV | E. H. Palmer                                           | 1880       |
| 10.   | The Dhammapada and The Sutta-Nipâta. A buddhizmus egyik kanonikus könyve, fordítás pâli nyelből és a Dhammapada, versgyűjtemény, fordítás pâli nyelvből | F. Max Müller (Dhammapada), V. Fausböll (Sutta-Nipata) | 1881       |
| 11.   | Buddhist Suttas. Mahâ-parinibbâna Suttanta, Dhamma-kakka-ppavattana Sutta, Tevigga Suttanta, Âkankheyya Sutta, Ketokhila Sutta, Mahâ-Sudassana Suttanta, Sabbâsava Sutta. | T. W. Rhys Davids                                      | 1881       |
| 12.   | The Satapatha-Brahmana, part 1. I. és II. könyv a Mâdhyandina iskola szövegei alapján. | Julius Eggeling                                        | 1882       |
| 13.   | Vinaya Texts, part 1. Patimokkha. Mahavagga, I-IV. | T. W. Rhys Davids és Hermann Oldenberg                 | 1881       |
| 14.   | The Sacred Laws of the Aryas, part 2. Arya szent szövegek az Apastamba iskola tanításai alapján, Gautama, Vâsishtha, és Baudhâyana. II. könyv: Vâsishtha és Baudhâyana. | Georg Bühler                                           | 1882       |
| 15.   | The Upanishads, part 2. Katha Upanishad. Mundaka Upanishad. Taittiriya Upanishad. Brhadaranyaka Upanishad. Svetasvatara Upanishad. Prasña Upanishad. Maitrayani Upanishad. | Max Müller                                             | 1884       |
| 16.   | The Sacred Books of China, part 2. A konfuciánus szövegek II. része. A Yi King (I Ching). | James Legge                                            | 1882       |
| 17.   | Vinaya Texts, part 2. Mahavagga, V - X, Kullavagga I - II. | T. W. Rhys Davids és Hermann Oldenberg                 | 1882       |
| 18.   | Pahlavi Texts, part 2. Dâdistân-î Dinik, Mânûskîhar. | E. W. West                                             | 1882       |
| 19.   | The Fo-sho-hing-tsan-king, Buddha élete, Asvaghosha Bodhisattva tollából | Samuel Beal                                            | 1883       |
| 20.   | Vinaya Texts, part 3. Kullavagga, IV-XII. | T. W. Rhys Davids és Hermann Oldenberg                 | 1885       |
| 21.   | The Saddharma-Pundarika or The Lotus of the True Law | H. Kern                                                | 1884       |
| 22.   | Gaina Sûtras, part 1. Fordítás prâkritból. Âkârânga sûtra. Kalpa sûtra. | Hermann Jacobi                                         | 1884       |
| 23.   | The Zend-Avesta, part 2. Sîrôzahs, Yasts, Nyâyis. | James Darmesteter                                      | 1883       |
| 24.   | Pahlavi Texts, vol. 3. Dinai Mainög-i khirad, Sikand-Gümanik Vigar, Sad Dar. | E. W. West                                             | 1884       |
| 25.   | The Laws of Manu. Fordítás és részletek hét kommentárból. | Georg Bühler                                           | 1886       |
| 26.   | The Satapatha-Brahmana, part 2. III - IV könyv. A Mâdhyandina iskola szövegei alapján. | Julius Eggeling                                        | 1885       |
| 27.   | The Sacred Books of China, part. A konfuciánus szövegek III, része. A Lî Kî, 1. rész | James Legge                                            | 1885       |
| 28.   | The Sacred Books of China, part 4. A konfuciánus szövegek IV. része. A Lî Kî, 2. rész | James Legge                                            | 1885       |
| 29.   | The Grihya-sutras, part 1. A védikus házi ceremóniák szabályai. Sankhyayana-Grihya-sutra. Asvalayana-Grihya-sutra. Paraskara-Grihya-sutra. Khadia-Grihya-sutra. | Hermann Oldenberg                                      | 1886       |
| 30.   | The Grihya-sutras, part 2. A védikus házi ceremóniák szabályai. Gobhila, Hiranyakesin, Apastamba (Olderberg); Yajña Paribhashasutras (Müller). | Hermann Oldenberg, Max Müller                          | 1892       |
| 31.   | The Zend-Avesta, part 3. Yasna, Visparad, Afrînagân, Gâhs, and miscellaneous fragments | L. H. Mills                                            | 1887       |
| 32.   | Vedic Hymns, part 1. Hymns to the Maruts, Rudra, Vâyu, and Vâta, és a Rig-védaval foglalkozó legfontosabb művek bibliográfiája. | Max Müller                                             | 1891       |
| 33.   | The Minor Law-Books: Brihaspati. | Julius Jolly                                           | 1889       |
| 34.   | The Vedanta-Sutras, part 1. Sankaracharya kommentárja. Adhyâya I-II (Pâda I-II). | G. Thibaut                                             | 1890       |
| 35.   | The Questions of King Milinda, part 1. Milindapañha. | T. W. Rhys Davids                                      | 1890       |
| 36.   | The Questions of King Milinda, part 2. Milindapañha. | T. W. Rhys Davids                                      | 1894       |
| 37.   | Pahlavi Texts, part 4. | E. W. West                                             | 1892       |
| 38.   | The Vedanta-Sutras, part 2. Sankaracharya kommentárja. Adhyâya II (Pâda III-IV)-IV. | G. Thibaut                                             | 1896       |
| 39.   | The Texts of Taoism, Part 1. The Sacred Books of China, part 5. Tâo teh king (Tao te Ching): Kwang-tze írásai, I - XVII könyv. | James Legge                                            | 1891       |
| 40.   | The Texts of Taoism, Part 2. The Texts of Taoism, Part 2. Kwang Tse írásai, XVII - XXXIII könyv, a Thâi-shang traktáus a cselekedetekről és következményekről, egyéb taoista szövegek, és Index a 39. és 40. kötethez | James Legge                                            | 1891       |
| 41.   | The Satapatha-Brahmana, part 3. V, VI, VII. könyv a Mâdhyandina iskola szövegei alapján. | Julius Eggeling                                        | 1894       |
| 42.   | Hymns of the Atharva-Veda Togther With Extracts From the Ritual Books and the Commentaries. | M. Bloomfield                                          | 1897       |
| 43.   | The Satapatha-Brahmana, part 4. VII, IX, X. könyv a Mâdhyandina iskola szövegei alapján. | Julius Eggeling                                        | 1897       |
| 44.   | The Satapatha-Brahmana, part 5. XI, XII, XIII, XIV. könyv a Mâdhyandina iskola szövegei alapján. | Julius Eggeling                                        | 1900       |
| 45.   | Gaina Sûtras, part 2. Fordítás prâkrit nyelvből. Uttarâdhyayana Sûtra, Sûtrakritânga Sûtra. | Hermann Jacobi                                         | 1895       |
| 46.   | Vedic Hymns, part 2. Himnuszok Agnihoz (I-V Mandalák). | Hermann Oldenberg                                      | 1897       |
| 47.   | Pahlavi Texts, part 5. Marvels of Zoroastrianism. | E. W. West                                             | 1897       |
| 48.   | The Vedanta-Sutras, vol 3. Râmânuja kommentárjával. | G. Thibaut                                             | 1904       |
| 49.   | Buddhist Mahâyâna Texts part. 1. The Buddha-karita of Asvaghosha, szanszkrítból fordította E. B. Cowell. part. 2. The larger Sukhâvatî-vyûha, the smaller Sukhâvatî-vyûha, the Vagrakkedikâ, the larger Pragñâ-pâramitâ-hridaya-sûtra, the smaller Pragñâ-pâramitâ-hridaya-sûtra, fordította F. Max Müller. The Amitâyur dhyâna-sûtra, fordította J. Takakusu. | E. B. Cowell, F. Max Müller and J. Takakusu.           | 1894       |
| 50.   | General index to the names and subject-matter of the Sacred Books of the East. (A Sacred Books of the East sorozatban előforduló nevek és tematika általános indexe | J.M. Winternitz, A. A. Macdonell előszavával           | 1910       |